# Prima Repubblica (Austria)
Con Prima Repubblica si intende quell'assetto istituzionale nella porzione della storia dell'Austria compreso tra la caduta dell'Impero austro-ungarico (1919) e l'Anschluss, ossia l'unificazione con la Germania nazista realizzata nel 1938; secondo un'altra impostazione, invece, il termine finale coinciderebbe con l'instaurazione della dittatura austrofascista, con cui, nel 1933, fu di fatto dissolta la forma di Stato repubblicana.
Tale periodo fu segnato da un violento conflitto tra la destra e la sinistra, come nella rivolta di luglio del 1927 e in quella del febbraio 1934.
La costituzione austriaca entrò in vigore nel 1920 e fu emendata nel 1929.

## Storia
La storia della Prima Repubblica austriaca inizia con la sconfitta dell'Impero austro-ungarico, nella prima guerra mondiale.
L'imperatore Carlo I venne esiliato a Madera e si proclamò così la repubblica in Austria. Dato che all'Austria era stata proibita un'entrata nella Repubblica di Weimar, il clima era all'inizio caratterizzato da forti spinte centrifughe: diverse regioni austriache tendevano a staccarsi dall'Austria per andare a far parte degli Stati confinanti. Tutte si rivelarono vane; per il Vorarlberg si trattava di annettersi alla Svizzera.
L'esperienza democratica austriaca fu segnata dalle difficoltà economiche e da continui conflitti politici interni, tra socialdemocratici e cristiano-sociali; ciascuno di questi partiti disponeva di gruppi paramilitari. Con la scusa di salvaguardare l'indipendenza del suo paese, Engelbert Dollfuss, guidò un colpo di Stato, dando vita nel 1933 ad un regime autoritario (austrofascismo). A loro volta, i nazisti cercarono di prendere il potere con un fallito putsch, nel quale Dolfuss rimase ucciso, nel luglio 1934. Invano il suo successore, Kurt Alois von Schuschnigg, cercò di mantenere indipendente il Paese che, nel marzo 1938, venne occupato dalle truppe tedesche, completando l'Anschluss.

### L'austrofascismo

Bandiera di stato (1934-1938)

In Austria ci fu il Fronte Patriottico, fondato da Engelbert Dollfuss, che salì al potere nel 1932; nel 1933 sciolse gli altri partiti e ne fece arrestare i deputati instaurando un regime fascista, conservatore e autoritario di breve durata. Essendo un regime apertamente nazionalista e filofascista stipulò con l'Italia un patto di alleanza, ma contrario all'Anschluss.
Nel 1934 Engelbert Dollfuss fu ucciso durante un tentativo di colpo di Stato da parte di nazisti austriaci. La politica di Dollfuss fu portata avanti ancora dal suo collaboratore Kurt Alois von Schuschnigg fino all'annessione (1938) dell'Austria al Terzo Reich.

## Economia

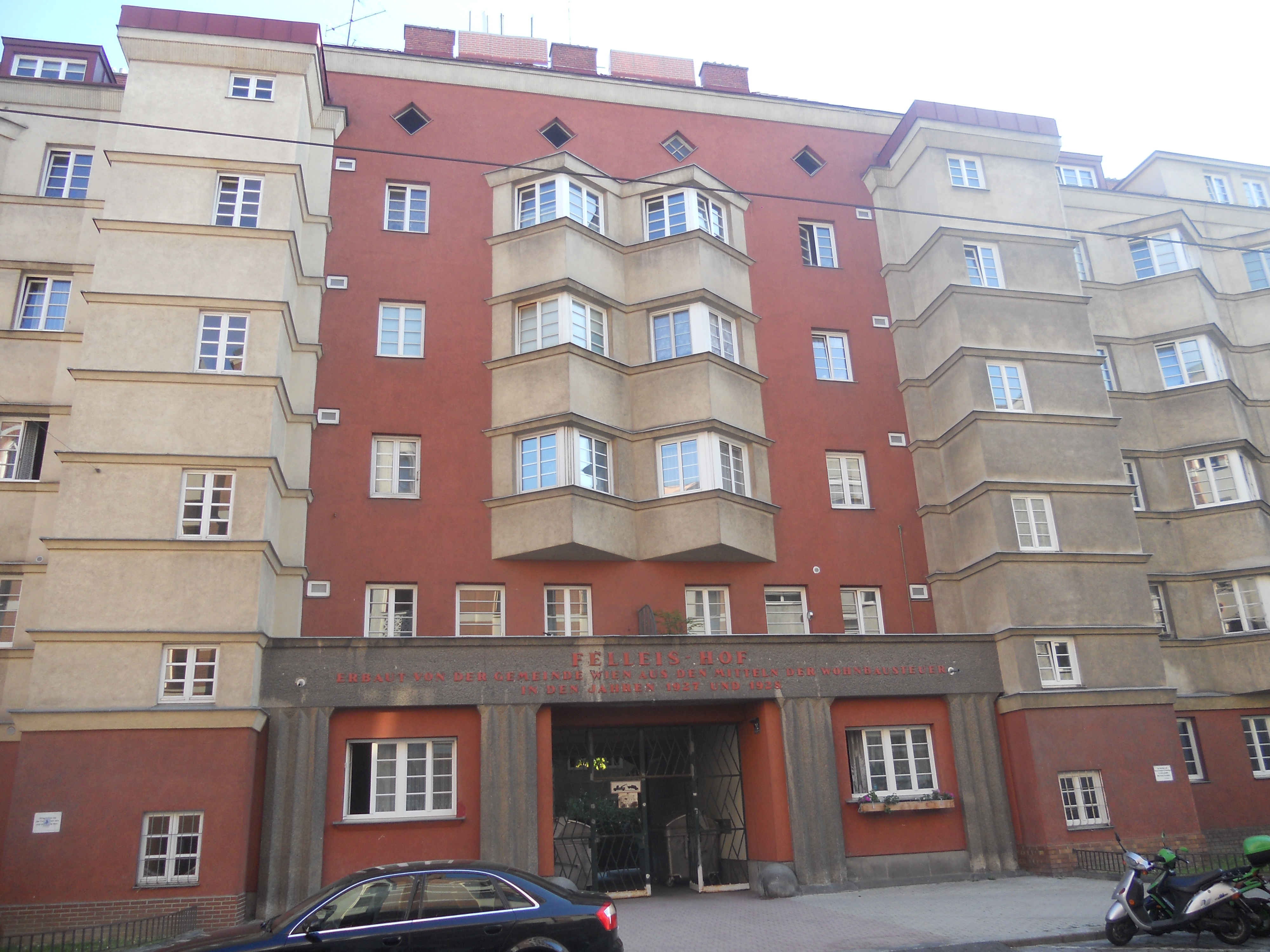
Una delle tante costruzioni popolari costruite nel periodo della Vienna rossa (Felleishof, 1927/28).

Tuttavia, il nuovo stato era difficile da controllare, poiché gran parte delle importanti regioni economiche dell'impero precedente era stata portata via con la fondazione di nuovi stati nazionali. La questione fu ulteriormente complicata dal fatto che alcuni di questi nuovi stati-nazione dipendevano ancora dalle banche di Vienna, ma gli affari furono ostacolati dai nuovi confini e dalle nuove tariffe.
L'Austria senza sbocchi sul mare era a malapena in grado di sostenersi con il cibo e mancava di basi industriali sviluppate. Inoltre, la Cecoslovacchia, l'Ungheria, la Jugoslavia e l'Italia avevano imposto il blocco degli scambi commerciali e si erano rifiutati di vendere cibo e carbone all'Austria, che alla fine è stato salvato dagli aiuti e del supporto degli Alleati occidentali. Nel 1922 un dollaro USA valeva 19.000 corone e metà della popolazione era disoccupata.
Nel dicembre del 1921 fu firmato il trattato di Lana tra l'Austria e la Cecoslovacchia, in cui l'Austria riconobbe i nuovi confini dello Stato e cedette le pretese di rappresentare i tedeschi etnici, in cambio la Cecoslovacchia concesse un prestito di 500 milioni di corone in Austria.
Per occuparsi dell'inflazione postbellica, il cancelliere Ignaz Seipel nel 1922 chiese prestiti esteri e introdusse politiche di austerità. Nell'ottobre del 1922 il Regno Unito, la Francia, l'Italia e la Cecoslovacchia fornirono un prestito di 650 milioni di corone d'oro dopo che Seipel promise di non tentare Anschluss con la Germania per 20 anni e permise alla Società delle Nazioni di controllare l'economia austriaca. Durante i due anni successivi il bilancio statale si stabilizzò e la vigilanza internazionale sulle finanze terminò nel marzo 1926. Banca nazionale austriaca fu ristabilita nel 1923, l'imposta sulle vendite fu introdotta nel 1923, lo scellino austriaco sostituì la corona a dicembre 1924.
La Grande depressione colpì duramente l'Austria e nel maggio del 1931 la banca più grande in Austria, la Creditanstalt Bank, crollò. Per migliorare la sua economia, l'Austria voleva concludere un'unione doganale con la Germania nel 1931, ma il progetto fu impedito dalla Francia e dai Paesi della Piccola Intesa.
Dopo la caduta dell'Impero austro-ungarico l'Austria decise di unirsi alla Germania creando la Repubblica dell'Austria tedesca, ma questo stato non durò come previsto, perché dopo la sconfitta nella prima guerra mondiale dell'Impero tedesco, la Società delle Nazioni decise di imporre ultimatum alla Germania per ripagare ai danni bellici. Nel trattato di Versailles era previsto un divieto di annessione alla Germania da parte dell'Austria. Dunque quest'ultima dovette creare uno stato a sé che per i primi anni utilizzava ancora la corona, mentre più avanti volle dimenticare il passato creando una valuta che simboleggi la nazione. Come fece pure l'Impero austro-ungarico creando la corona austro-ungarica dopo il fiorino, perché prima esisteva l'Impero austriaco con appunto questa valuta.

## Cancellieri della Prima Repubblica

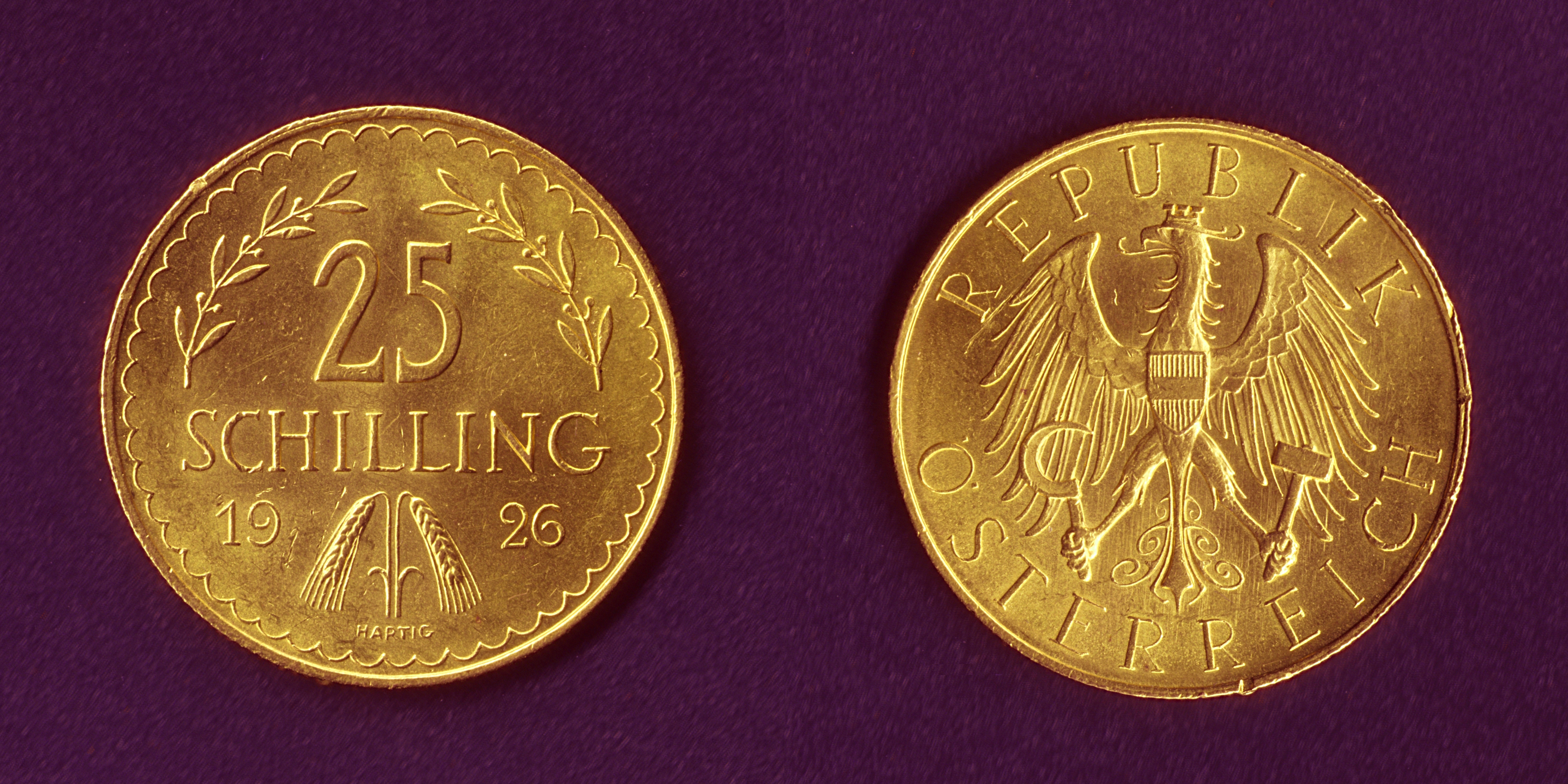
25 scellini d'oro

| Periodo | Periodo | Nome                 | Partito |
| Inizio  | Fine    | Nome                 | Partito |
| ------- | ------- | -------------------- | ------- |
| 1918    | 1920    | Karl Renner          | SDAPÖ   |
| 1920    | 1921    | Michael Mayr         | CS      |
| 1921    | 1922    | Johann Schober       |         |
| 1922    |         | Walter Breisky       |         |
| 1922    |         | Johann Schober       |         |
| 1922    | 1924    | Ignaz Seipel         | CS      |
| 1924    | 1926    | Rudolf Ramek         | CS      |
| 1926    | 1929    | Ignaz Seipel         | CS      |
| 1929    |         | Ernst Streeruwitz    | CS      |
| 1929    | 1930    | Johann Schober       |         |
| 1930    |         | Carl Vaugoin         | CS      |
| 1930    | 1931    | Otto Ender           | CS      |
| 1931    | 1932    | Karl Buresch         | CS      |
| 1932    | 1934    | Engelbert Dollfuß    | CS / VF |
| 1934    | 1938    | Kurt Schuschnigg     | VF      |
| 1938    |         | Arthur Seyss-Inquart | NSDAP   |